# Platysoma inexpectatum
Platysoma inexpectatum är en skalbaggsart som beskrevs av Tomas Lackner 2004. Platysoma inexpectatum ingår i släktet Platysoma och familjen stumpbaggar. Inga underarter finns listade i Catalogue of Life.